# Lumberto Campbell
Lumberto Ignacio Campbell (Bluefields, 3 de febrero de 1949) es un político sandinista nicaragüense.

## Biografía
Campbell nació en Bluefields, Nicaragua y fue el único comandante guerrillero criollo del Frente Sandinista de Liberación Nacional (FSLN), conocido con el nombre de guerra "El Negro". En la década de 1980 se desempeñó como Viceministro para la Costa Atlántica. En 2014, la Asamblea Nacional de Nicaragua lo nombró miembro del Consejo Supremo Electoral, donde reemplazó a Emmett Lang como vicepresidente.
En noviembre de 2019, luego de protestas generalizadas y la consiguiente represión por parte del gobierno del FSLN, Campbell fue sancionado por el gobierno de los Estados Unidos por abusos contra los derechos humanos, fraude electoral y corrupción. Esto congeló sus activos estadounidenses y prohibió a los ciudadanos estadounidenses hacer negocios con él.

## Vida personal
El hermano de Campbell, Francisco Campbell, es el embajador de Nicaragua en los Estados Unidos.